# スティーブ・クレイマー
スティーブ・クレイマー（Steve Kramer、1950年3月1日 -） は、アメリカ合衆国の男性声優、俳優、音響監督、脚本家。別名はスティーブン・クレイマー（Steven Krame）、ドリュー・リーバイ・トーマス（Drew Levi Thomas）、ドリュー・レクシー・トーマス（Drew Lexi Thomas）、ドリュー・トーマス（Drew Thomas）。

## 人物
カリフォルニア州サンフアン・カピストラノ出身。カリフォルニア大学ロサンゼルス校で舞台芸術の学士号を取得。様々な仕事をした後、高校・大学で演技を勉強していたこともあり、30代前半の時に役者になることを決意した。
妻は声優・脚本家のメローラ・ハート。

## 出演作品

### テレビアニメ
1983年
- ザ☆ウルトラマン

1985年
- ロボテック（アンジェロ・ダンテ）

1987年
- メイプルタウン物語（グレテル）

1988年
- グリム名作劇場（狼）

1992年
- ふしぎの海のナディア（ハンソン）

1994年
- Jin Jin and the Panda Patrol（ナレーター）
- 夢の星のボタンノーズ
- ルパン三世 (TV第2シリーズ)（石川五ェ門）※ストリームライン版
  - 死の翼アルバトロス
  - さらば愛しきルパンよ

1998年
- ふしぎ遊戯（青龍星君）

1999年
- カウボーイビバップ（カルロス、老人、他）
- 星方武侠アウトロースター（ハドゥル）

2000年
- アークザラッド（キメラ）
- トライガン
- るろうに剣心 -明治剣客浪漫譚-（小国玄斎、六助、恵比寿次郎吉、男、警官、他）

2001年
- 怪盗セイント・テール（野球解説者）
- ゲートキーパーズ（男A）
- THE ビッグオー（ボニー・フレイザー刑事）
- デジモンテイマーズ（バイフーモン）
- トランスフォーマー・ロボッツ・イン・ディスガイズ（レヴ、ケアブロス、消防士1、係員、艦長）
- Night Walker -真夜中の探偵-（医者）
- るろうに剣心 -明治剣客浪漫譚-（阿武隈四入道、杉本乙菊、渋海、新井赤空）

2002年
- X - エックス -（学者）
- 風まかせ月影蘭（紅椿）
- コスモウォーリアー零（ルビア）
- デジモンフロンティア（ケルベロモン）
- バビル2世（兵士）
- ヴァンドレッド
- マシュランボー（カトラス）
- るろうに剣心 -明治剣客浪漫譚-（稲城右京）

2003年
- アルジェントソーマ（コック）
- Witch Hunter ROBIN（シンジケート・ガンマン3）
- ガンフロンティア（オリバー・ウィンチェスター）
- サイボーグ009 THE CYBORG SOLDIER(006)
- ジーンシャフト（チャタ）
- スクライド（劉大連）
- ちっちゃな雪使いシュガー（ヘンリー）
- 爆闘宣言ダイガンダー（ドリモーグ）
- ヒートガイジェイ（マウロ）
- フィギュア17 つばさ&ヒカル（黒田勇）
- 炎の蜃気楼（鶴、武田信玄）
- まほろまてぃっく〜もっと美しいもの〜
- LAST EXILE
- ワイルドアームズ トワイライトヴェノム（サブリスキー、バーテンダー、他）

2004年
- WOLF'S RAIN（モス）
- 旋風の用心棒（佐伯）
- GAD GUARD（男）
- ガングレイヴ（ランディ）
- 京極夏彦 巷説百物語（又市）
- 絢爛舞踏祭 ザ・マーズ・デイブレイク（操舵手）
- 攻殻機動隊 STAND ALONE COMPLEX（チャナウ）
- SPACE PIRATE CAPTAIN HERLOCK
- 天地無用! GXP（バルタ王）
- .hack//黄昏の腕輪伝説（医者B）
- はじめの一歩（安田トレーナー）

2005年
- OVERMANキングゲイナー（ペルハァ・ペイ）
- 今日からマ王!（アルフォードの父、ホブ）
- 攻殻機動隊 S.A.C. 2nd GIG
- 最遊記RELOAD（妖怪）
- サムライチャンプルー（刈屋景時）
- スクラップド・プリンセス（じいさん）
- 天上天下（高柳道現）
- NARUTO -ナルト-（三代目火影）
- プラネテス
- ボボボーボ・ボーボボ（ケチャッピ）

2006年
- グリーングリーン（教授）
- 交響詩篇エウレカセブン（アクセル・サーストン）
- 最遊記 RELOAD GUNLOCK（妖怪）
- ノエイン もうひとりの君へ（黛拓也、イスカ）
- BLEACH（京楽春水）
- ボボボーボ・ボーボボ（首輪、軍艦特殊部隊）

2007年
- 涼宮ハルヒの憂鬱（シャミセン、管理人）
- ボボボーボ・ボーボボ（ラパラパ）

2008年
- ひぐらしのなく頃に（北条鉄平、葛西辰吉、警察無線、他）

2009年
- MONSTER（ハイネマン）

2010年
- 結界師（村上正直）

2012年
- ぬらりひょんの孫（蛇太夫、化原）
- ブレイド（柳生丹波、貴族）

2013年
- アクセル・ワールド（マッチメイカー）
- ZETMAN（天城光鎧）

2014年
- COPPELION（白外套）
- デジモンクロスウォーズ（シュリモン）

2015年
- ジョジョの奇妙な冒険（ダリオ・ブランドー）
- デジモンクロスウォーズ
- 美少女戦士セーラームーンR（ワイズマン）※ビズメディア版
- マギ The kingdom of magic（マタル・モガメット）

2017年
- Stitch & Ai
- ドラゴンボール超（老界王神）※TOONAMIアジア版
- ルパン三世 PART IV

2018年
- ベルセルク

### 劇場アニメ
1989年
- AKIRA（竜、マサル）※ストリームライン版、ドリュー・トーマス名義
- ドラゴンボール 神龍の伝説（神龍）※ハーモニーゴールド USA版
- ドラゴンボール 摩訶不思議大冒険（神龍）※ハーモニーゴールドUSA版

1990年
- SF新世紀 レンズマン （ウォーゼル）

1991年
- ロボットカーニバル（ジャン・ジャック・ヴォーカーソンIII世）

1992年
- ゴキブリたちの黄昏（警官）
- ゴルゴ13（パコ）
- ルパン三世 カリオストロの城（石川五ェ門）

1993年
- となりのトトロ（農作業車に乗っていた男）※ストリームライン版
- 妖獣都市（ジン）

1994年
- さらば宇宙戦艦ヤマト 愛の戦士たち（タラン）
- 三国志 第一部・英雄たちの夜明け

1995年
- ルパン三世 ルパンVS複製人間（大統領）

1996年
- 魔女の宅急便（警官、デッキブラシのおじさん）※ストリームライン版

1998年
- アンツ（ループグループ）
- プリンス・オブ・エジプト（ADRグループ）

1999年
- 機動戦士ガンダム（テム・レイ）
- 機動戦士ガンダムIII めぐりあい宇宙編（テム・レイ、トワニング）

2000年
- とつぜん!ネコの国 バニパルウイット
- パンダコパンダ

2001年
- ああっ女神さまっ
- AKIRA（尋問官1）※DVD版

2002年
- カウボーイビバップ 天国の扉（カルロス）
- 機動戦士ガンダム第08MS小隊 ミラーズ・リポート（テリー・サンダースJr.）

2003年
- サクラ大戦 活動写真（江戸川夢声）

2004年
- 機動戦士ガンダムF91（ボブルス）

2006年
- イノセンス（刑事、他）※マンガ・エンターテイメント版

2008年
- ナットのスペースアドベンチャー3D（レオニード）

2009年
- イノセンス（ワカバヤシ）※バンダイ版

2011年
- Little Big Panda

2014年
- ワンダープラネット

2017年
- The Son of Bigfoot（ループグループ）
- ひるね姫 〜知らないワタシの物語〜

### OVA
1992年
- 3×3 EYES（ママ）

1994年
- 帝都物語（黒田）

1995年
- バビル二世（バビル一世）

1997年
- GATCHAMAN（ナレーター）

2001年
- 機動戦士ガンダム 第08MS小隊（テリー・サンダースJr.）

2002年
- FLCL（ナンダバ・シゲクニ）

2007年
- Mosaic（ヴァラボイスタレント）

### ゲーム
1994年
- Might and Magic: World of Xeen

2006年
- NARUTO -ナルト- ナルティメットヒーロー（三代目火影）
- ワイルドアームズ ザ フィフスヴァンガード（バーソロミュー）

2007年
- NARUTO -ナルト- ナルティメットヒーロー2（三代目火影）
- BLEACH Wii 白刃きらめく輪舞曲（京楽春水）
- 無双OROCHI（島左近、張飛）

2008年
- 真・三國無双5（張飛）
- 無双OROCHI 魔王再臨（島左近、張飛）

2011年
- Arcania: Gothic 4

### 特撮
1993年
- ウルトラマンパワード（ダン）※スティーブン・クレーマー名義
- パワーレンジャー（ノームの声）※ノンクレジット

1994年
- バーチャル戦士トゥルーパーズ（ドリルボットの声、ターミノイドの声、トランスグレッサーの声）
- パワーレンジャー（スピード・シャークの声、ロボゴートの声、再生ハチャソーラスの声）※ノンクレジット

1995年
- バーチャル戦士トゥルーパーズ（トランスグレッサーの声）
- パワーレンジャー（サイロプターの声）※ノンクレジット
- マスクド・ライダー（サイクロプターの声）

1996年
- パワーレンジャー・ジオ（ウルフベインの声）※ノンクレジット

1997年
- パワーレンジャー・ターボ（ドレットフェザーの声）※ノンクレジット
- ビッグ・バッド・ビートルボーグ（ミュークアントの声）

1998年
- パワーレンジャー・イン・スペース（ダーコンダの声、ダークリプターの声）

2001年
- パワーレンジャー・タイムフォース（エレクトロピートの声）

2002年
- パワーレンジャー・ワイルドフォース（タービンオルグの声）

### テレビドラマ
2004年
- HUFF〜ドクターは中年症候群（アレン・ミークス）
- マルコム in the Middle（医者）

2005年
- CSI:ニューヨーク（査問会の判事）

2008年
- Everybody Hates Chris（局長）
- デスパレートな妻たち（ヒューイット）

2009年
- Dr.HOUSE（ケン）

### ネットドラマ
2005年
- 24: Conspiracy（ジェイムス・サットン）

### 実写映画
1988年
- アウトロー 復讐のメロディー（パンク）
- 大混乱（その他の声）

1997年
- When Time Expires（ADRループグループ）

1999年
- Nice Guys Sleep Alone（ADRループグループ）

2005年
- デビルズ・リジェクト マーダー・ライド・ショー2（ADRアクター）

2007年
- サミュエル・L・ジャクソン in ザ・チャンプ 伝説のファイター（ADRループグループ）

2008年
- 地球が静止する日（声）

2012年
- クロニクル（警察官の声）

2013年
- ランナーランナー（ADRボイス）

2016年
- Killing Reagan（声の出演）

### 吹き替え
1994年
- ゼイラム（村田<栩野幸知>）

1999年
- 魔界転生 THE ARMAGEDDON（関口）

2001年
- 魔界転生 THE ARMAGEDDON 魔道変（家光）

2003年
- 陰陽師（道尊<真田広之>）

2004年
- 少林サッカー（運転手）
- ゼイラム2（マネージャー、店長）

2005年
- シスターズ（ジャックリ）

2012年
- ヴィオレッタ（デュフレ）

### その他
2008年
- アドベンチャーズ・イン・ボイス・アクティング（本人出演）

## 参加作品

### テレビアニメ（スタッフ）
1985年
- Captain Harlock and The Queen of a Thousand Years（ダイアログ・ディレクター、脚本）
- ロボテック（ダイアログ・ディレクター、脚本、スクリプト・エディター）

1987年
- Macron 1[4]（脚本）
- メイプルタウン物語（台本）

1988年
- グリム名作劇場（台本）

1990年
- ドラゴンクエスト 勇者アベル伝説（台本）
- どんどんドメルとロン（台本）

1991年
- キャッ党忍伝てやんでえ（台本）
- ポンキッキめいさくわーるど（台本）
  - しらゆきひめ
  - 不思議の国のアリス

1992年
- 樫の木モック（台本）

1995年
- 宇宙の騎士テッカマンブレード（アディショナル・ADRディレクター）
- 昆虫物語 みなしごハッチ（音声演出）

1996年
- Eagle Riders[5]（ADRディレクター）

1999年
- 新・天地無用!（台本）

2000年
- ダイノゾーズ（ADRディレクター）

2001年
- 怪盗セイント・テール（音声演出）
- トランスフォーマー・ロボッツ・イン・ディスガイズ（音声演出、台本）
- 吸血姫美夕（台本）

2002年
- はれときどきぶた（音声演出、台本）
- マシュランボー（台本）

2003年
- SDガンダムフォース（台本）
- サイボーグ009 THE CYBORG SOLDIER（共同演出）
- ジーンシャフト（ADR台本）
- 爆闘宣言ダイガンダー（台本）

2004年
- 京極夏彦 巷説百物語（ADRディレクター）
- 絢爛舞踏祭 ザ・マーズ・デイブレイク（ADRディレクター）

2005年
- 今日からマ王!（ADRディレクター）
- B-伝説! バトルビーダマン（台本）

2008年
- BLUE DRAGON（音声演出、脚色）

2009年
- MONSTER（台本脚色）

2013年
- TIGER & BUNNY（台本脚色）

### 劇場アニメ（スタッフ）
1986年
- Robotech: The Movie（アディショナル・ダイアログ）

1990年
- SF新世紀 レンズマン（音声演出、台本）

1992年
- ゴキブリたちの黄昏（ダイアログ・ディレクター、台本）

1999年
- 火聖旅団 ダナサイト999.9（音声演出）

2000年
- フランダースの犬（台本）

2011年
- 劇場版BLEACH Fade to Black 君の名を呼ぶ（音声演出、脚色）

2012年
- 劇場版BLEACH 地獄篇（脚色）

2013年
- 劇場版 TIGER & BUNNY -The Beginning-（台本脚色）

2014年
- ワンダープラネット（台本）

### OVA（スタッフ）
1988年
- Robotech II: The Sentinels（アディショナル・ダイアログ）

1992年
- 3×3 EYES（台本）

1995年
- バビル二世（ダイアログ）

1997年
- GATCHAMAN（ADRディレクター、台本）

1999年
- ザ・コクピット（音声演出、台本）
- ワイルド7（台本）

2003年
- イース 天空の神殿〜アドル・クリスティンの冒険〜（台本）

2004年
- ブラック・ジャック（台本）

2013年
- アイアンマン：ライズ・オブ・テクノヴォア（台本脚色）

### ゲーム（スタッフ）
1995年
- コブラ II伝説の男（ダイアログ・ディレクター）

2004年
- Robotech: Invasion（音声演出）

2005年
- ラジアータ ストーリーズ（ADRディレクター）

### 特撮（スタッフ）
1993年
- パワーレンジャー・シーズン1（脚本）

### 吹き替え（スタッフ）
1989年
- Hallo Spencer Show（音声演出、台本）

1994年
- ゼイラム（ADR台本）

### 映画（スタッフ）
2003年
- エル・コロナド 秘境の神殿（ADRループグループ・リーダー）

### その他（スタッフ）
1986年
- ロボテック・ザ・ムービー（アディショナル・ダイアローグ）

1987年
- ロボテックII:センチネルズ（アディショナル・ダイアローグ）